# Marnie McBean
Pour les articles homonymes, voir McBean.
Marnie Elizabeth McBean est une rameuse et femme politique canadienne née le 28 janvier 1968 à Vancouver. Elle est chef de mission de la délégation canadienne pour les Jeux olympiques de 2020. Elle est nommée au Sénat du Canada en 2023

## Biographie
Elle dispute les épreuves d'aviron aux Jeux olympiques d'été de 1992 à Barcelone. Elle y remporte deux médailles d'or, l'une en huit (avec Kirsten Barnes, Megan Delehanty, Shannon Crawford, Jessica Monroe, Kay Worthington, Brenda Taylor, Kathleen Heddle et la barreuse Lesley Thompson-Willie), et l'autre en deux sans barreur (avec Kathleen Heddle). En 1996 à Atlanta, elle est médaillée d'or en deux de couple avec Kathleen Heddle et médaillée de bronze en quatre de couple avec Laryssa Biesenthal, Kathleen Heddle et Diane O'Grady.
Forcée par des maux de dos à abandonner la compétition en 2000, elle est embauchée par le Comité olympique canadien pour aider à la préparation de nombreux athlètes. McBean dirigera la mission canadienne aux Jeux olympiques de Tokyo, en 2020,.
McBean a été intronisée au Temple de la renommée olympique du Canada et au Panthéon des sports canadiens. Elle est également récipiendaire de la médaille Thomas Keller de la Fédération internationale d'aviron, de même que la médaille du service méritoire du gouverneur général. Elle est Officière de l’Ordre du Canada.

## Palmarès

### Jeux olympiques
- Jeux olympiques d'été de 1992 à Barcelone,  Espagne
  -  Médaille d'or en huit
  -  Médaille d'or en deux sans barreur

- Jeux olympiques d'été de 1996 à Atlanta,  États-Unis
  -  Médaille d'or en deux de couple
  -  Médaille de bronze en quatre de couple

### Championnats du monde
- Championnats du monde d'aviron 1998 à Cologne,  Allemagne
  -  Médaille d'argent en quatre sans barreur
  -  Médaille de bronze en huit

- Championnats du monde d'aviron 1995 à Tampere,  Finlande
  -  Médaille d'or en deux de couple
  -  Médaille d'argent en quatre de couple

- Championnats du monde d'aviron 1994 à Indianapolis,  États-Unis
  -  Médaille d'argent en deux de couple

- Championnats du monde d'aviron 1993 à Račice,  Tchéquie
  -  Médaille d'argent en skiff

- Championnats du monde d'aviron 1991 à Vienne,  Autriche
  -  Médaille d'or en huit
  -  Médaille d'or en deux sans barreur